# Puerto Natales
Puerto Natales je mesto v čilski Patagoniji. Je prestolnica občine Natales in province Última Esperanza, ene od štirih provinc, ki sestavljajo regijo Magallanes in Antartica Chilena v najjužnejšem delu Čila. Puerto Natales je edino mesto v pokrajini. Leži 247 km severozahodno od Punta Arenasa. To je končno potniško pristanišče za trajekte Navimag, ki plujejo iz Puerto Montta v Kanal Señoret, kot tudi glavna tranzitna točka za potnike v Narodni park Torres del Paine v Čilu.
Leži ob morski ožini Seno de Última Esperanza in so ga prvotno naselili ljudstvo Kawésqar ali Alacaluf ter Aoniken ali Tehuelche. Prvi Evropejec, ki je odkril območje, v katerem je zdaj mesto, je bil Juan Ladrillero, španski raziskovalec, ki je leta 1557 iskal zahodni prehod iz Magellanovega preliva.
Mesto so kasneje naselili evropski priseljenci, predvsem Nemci, Britanci, Hrvati, Grki, Italijani in Španci. Nato so se v znatnem številu naselili čilski ljudje, ki so prišli z otoka Chiloé zaradi privlačne ovčarske industrije.
Mesto je bilo formalno ustanovljeno pod vlado  Ramóna Barrosa Luce 31. maja 1911. Danes je ena najpomembnejših industrij turizem, čeprav sta govedorejska in ribogojna industrija tudi pomembni.

## Zgodovina in trenutni status
Provinca, v kateri leži Puerto Natales, se imenuje Última Esperanza (v prevodu 'zadnje upanje'), ki ga je dal mornar Juan Fernández Ladrillero, ki je leta 1557 iskal Magellanov preliv. To je bilo njegovo »zadnje upanje«, da bi našli preliv po raziskovanju labirinta kanalov med vodami Pacifika in celino. Šele tri stoletja pozneje, leta 1830, je še ena velika ekspedicija plula skozi fjorde in kanale Última Esperanze: britanska ekspedicija ladje HMS ''Beagle''. Številna mestna imena na tem območju se imenujejo po članih odprave, kot so Robert FitzRoy, William Skyring in James Kirke, pa tudi njihovih višjih častnikov. Poveljnik FitzRoy je bil kapitan med drugo odpravo HMS Beagle (1831-1836).
Leta 1870 so se ponovno okrepili interesi za regijo Ultima Esperanza. Med drznimi potniki, ki so se odpravili v te puste kraje, je bil Santiago Zamora, znan tudi kot »Baqueano« Zamora. Odkril je jezera območja Torres del Paine in veliko divjih konjev, ki so lokalno znani kot baguales. Še ena je bila angleška popotnica in pisateljica lady Florence Dixie, na katero spominja današnji mestni Hotel Lady Florence Dixie.  Dixie je napisala knjigo Across Patagonia, kjer povezuje prvo turistično ekspedicijo k Torres del Paine (tri granitne konice), ki jih je imenovala za Kleopatrine igle.
Puerto Natales je bil ustanovljen maja 1911 kot pristanišče za ovčarsko industrijo. V zadnji polovici 20. stoletja se je ovčja industrija zmanjšala in mnogi ljudje iz Puerto Natalesa so začeli delati v rudnikih premoga Río Turbio v Argentini. Med razcvetom ovčarske industrije v Patagoniji sta bila na območju Natalesa zgrajeni dve veliki hladilnici (frigorificos), od katerih je ena ohranjena. Obrat v Puerto Bories, približno 4 km severozahodno od Puerto Natalesa, je bil projekt Sociedad Explotadora de Tierra del Fuego. Mesto Puerto Bories je bilo ustanovljeno leta 1913 in je delovalo do leta 1993. Hladilna naprava je bila zgrajena v arhitekturnem slogu post viktorijanske industrije, z značilnostmi številnih primerov britanske mehanike, ki odražajo tehnologijo začetka 20. stoletja. Kompleks hladilnega skladišča je del industrijske zgodovine območja Puerto Natales. Projekt obnove, ki so ga izdelali The Singular Hotels, se je leta 2010 začel v kompleksu, da bi hladilno postajo preoblikovali v luksuzni hotel, imenovan The Singular Patagonia. 
Pred časom so bili pomemben delodajalec še premogovniki v argentinskem Ríu Turbiu, ki so nedaleč od mesta. Po letu 1979 se je mestu povečal prometni pomen. Zaradi takrat napetih odnosov z Argentino je bila tega leta bila uvedena redna ladijska povezava med Puerto Monttom in Puerto Natalesom, ki je še danes, poleg zračnega prometa, edina neposredna povezava južnega Čila z ostalo državo. To je še okrepilo naraščajoči pomen turizma.

## Geografija
Puerto Natales leži ob obali zaliva Última Esperanza in ima pogled proti severu na vrhove Cerro Benitez, pogorja Cerro Toro v Kordiljeri Manuel Señoret.
Mesto je eno od osmih parov mest na svetu, ki imajo skoraj natančen antipod mesta - z Ulan-Ude v Rusiji kot njegovim antipodom.
Mesto Puerto Natales obstaja v večji občini Natales, eni od enajstih občin v regiji Magallanes. Ker je celotna pokrajina Última Esperanza (56.554 km²) razdeljena na samo dve občini, je rezultat precej velik a redko poseljen prostor. Območje občine je 48.974,2 km²), zaradi česar je ena največjih občin v Čilu, večja od sedmih regij države.
Njegova nadmorska višina je 3 m.

## Demografija
Po popisu iz leta 2002, ki ga je opravil čilski Nacionalni inštitut za statistiko, ima občina Natales 19.116 prebivalcev (10.068 moških in 9.048 žensk). Od tega je v urbanem okolju živelo 16.978 (88,8 %) in na podeželskih območjih 2138 (11,2 %). Občina obsega 96,3 % celotnega prebivalstva pokrajine 19.855. Gostota prebivalstva je le 0,38 / km²

## Turizem
Narodni park Torres del Paine

Puerto Natales ima veliko turističnih objektov in je postal baza za izlete v svetovno znani narodni park Torres del Paine, eden najbolj priljubljenih narodnih parkov v Čilu. Njegova glavna značilnost so gorski 'stolpi' (torres), impresivna in edinstvena skalna formacija, znana kot Torres del Paine. Obsegajo Torre Central (osrednji stolp), visok 2800 metrov, Torre Sur (južni stolp) 2850 m in Torre Norte (severni stolp) 2248 m. Določen kot svetovni biosferni rezervat Unesca, v parku živi več sto različnih ptic in veliko vrst sesalcev ter tretje največje ledeno polje na planetu.  Narodni park je odprt vse leto, vendar je najboljša sezona za obisk od oktobra do aprila, na južni polobli spomladi in poleti. Ta sezona ima več sončnih dni z manj dežja in več kot 16 ur dnevne svetlobe.
Narodni spomenik Cueva del Milodón

Dvaindvajset kilometrov severozahodno od Puerto Natalesa, ob pobočju gorovja Cerro Benitez, leži naravni spomenik Cueva del Milodón . Obsega nekaj jam (spodmolov) in skalnato formacijo, imenovano Silla del Diablo (Hudičev stol). Glavna jama, ki so jo uporabljala prazgodovinska plemena, je znana po odkritju kože, kosti in drugih delov ogromnega lenivca, imenovanega Mylodon (Mylodon darwini) leta 1895. Na območju sta še narodni park Bernardo O'Higgins in narodni rezervat Alacalufes. Slednji je kraj gorskih fjordov, Kordiljere Riesco in Kordiljere Sarmiento.
Muzej Nao Victoria
Muzej Nao Victoria v bližini Punta Arenas je bila ena od petih ladij (in edina, ki je ohranjena), ki je plula v španski ekspediciji Armada de Molucca, ki je odkrila točko srečanja Atlantika in Tihega oceana. Realistična, tehnično in zgodovinsko natančna replika ladje spominja na ekspedicijo in obiskovalcem omogoča, da izkusijo zgodovinsko potovanje. 
Plovba po fjordih
Podjetja, ki ponujajo izlete z ladjo prek patagonskih fjordov, da si turisti ogledajo številne ledene gore v regiji, odpeljejo iz pristanišča Puerto Natales.
Kolesarjenje, jahanje in vožnja s kajaki
Kolesarske ture okoli narodnega parka Torres del Paine so miren način občudovanja narave in veličastnih znamenitosti. Na konju se lahko obišče značilne kmetije na podeželju okoli mesta. Kajaki ponujajo tišjo alternativo vožnje in so odlična možnost za občudovanje pokrajine fjordov z drugačnega zornega kora.
Objekti
Danes obstaja več deset kampov, hostlov, hotelov, prenočišč z zajtrki, restavracij in prevoznih storitev, ki ustrezajo različnim proračunom. 
Kako tja
Letalski leti LATAM iz glavnega mesta Čila Santiaga na mednarodno letališče Presidente Carlos Ibáñez del Campo v Punta Arenasu. Manjši Sky Airline ponuja direktne lete do letališča Teniente Julio Gallardo blizu Puerto Natalesa trikrat tedensko.

## Galerija
- Plamenci v Puerto Natales
- Tipična hiša Puerto Natales
- Pomol
- Pogled na mesto
- Spomenik raziskovalcu Juanu Ladrilleru

## Glejte tudi
- Seznam mest v Čilu